# 묵호항
묵호항(墨湖港)은 강원특별자치도 동해시 묵호동에 있는 항구이며 개항일은 1937년 10월 14일(조선총독부 고시 제733호)이다. 항내수(港內水) 면적은 402km2이다. 항만법상 1종 항으로 분류되어 있으며, 한국에서 석탄과 시멘트의 반출항으로는 북평항 건설 이전까지 규모가 가장 컸다. 동해안의 어업기지 및 피난항으로 이용도가 높은 편이다.
현재는 묵호항 재개발 사업이 진행 중이다.